# 星飼いの少年
『星飼いの少年』（ほしかいのしょうねん）は、2020年1月15日、ZAIN RECORDSから発売されたAKIHIDEの7枚目のオリジナルアルバム。

## 概要
本作の制作のきっかけは「去年（2019年）行った〈NAKED MOON〉ツアーでシンプルなスタイルの面白さを発見して、またやりたいな。作品にしたいな。と思い、ガット・ギターとウッド・ベースとパーカッションという3人編成が浮かびました」「ガットギター1本でも成り立つ曲やインストを披露したことによって、自分自身、面白さを感じたし掴むものも多かったので、そういうやり方で世界を広げていきたい」とコメントしている。
初回限定盤は自身で行った音読CDを付属している。

## 収録曲
1. おもひで流星群
2. 星追いの少女
3. 美しい瞳
4. 黒い白鳥
5. 最初の晩餐
6. どんぐり
7. Sweet & Bitter Days
8. 目眩
9. ありふれた物語
10. 星飼いの少年
11. 涙の海、越えて
12. 青空
13. 夕凪のパレード (from AKIHIDE “SOLO” LIVE 2018 NAKED MOON - X’mas Edition - ＠日本橋三井ホール)
通常盤のみ収録
14. 青空 (from AKIHIDE “SOLO” LIVE 2018 NAKED MOON - X’mas Edition - ＠日本橋三井ホール)
通常盤のみ収録

作詞・作曲・編曲：AKIHIDE (#ALL)

## レコーディング参加
- AKIHIDE - ボーカル、ガットギター
  - 砂山淳一 - ウッドベース
  - 豊田稔 - パーカッション